# Panzer- und Schwielenwelse
Die Panzer- und Schwielenwelse (Callichthyidae von griechisch kallis „schön“, ichthys „Fisch“) sind eine Familie aus der Ordnung der Welsartigen (Siluriformes). Die Mitglieder dieser artenreichen Familie leben mit Ausnahme des Südens und der Gebiete westlich der Anden in fast ganz Südamerika und sind vor allem als Süßwasserzierfische bekannt geworden. Während Schwielenwelse überwiegend als Einzelgänger leben und 7 bis 24 cm groß werden, handelt es sich bei den Panzerwelsen meist um Schwarmfische, von denen die meisten Arten lediglich 2 bis 8 cm groß werden.

## Verbreitung
Panzer- und Schwielenwelse leben in Süßgewässern im größten Teil Südamerikas, im Amazonasbecken, im Stromgebiet des Orinoko, im Rio São Francisco, in den Flüssen des atlantischen Brasilien, im Stromgebiet von Río Paraná und Río Paraguay, im Río Magdalena, in einigen Flüssen Panamas und auf Trinidad. Ihr Artenreichtum ist im oberen Amazonasgebiet und in den Flüssen des Guayanaschildes am höchsten. Abgesehen von Callichthys fabricioi aus dem kolumbianischen Río Cauca kommen Panzer- und Schwielenwelse nur östlich der Anden vor.

## Merkmale

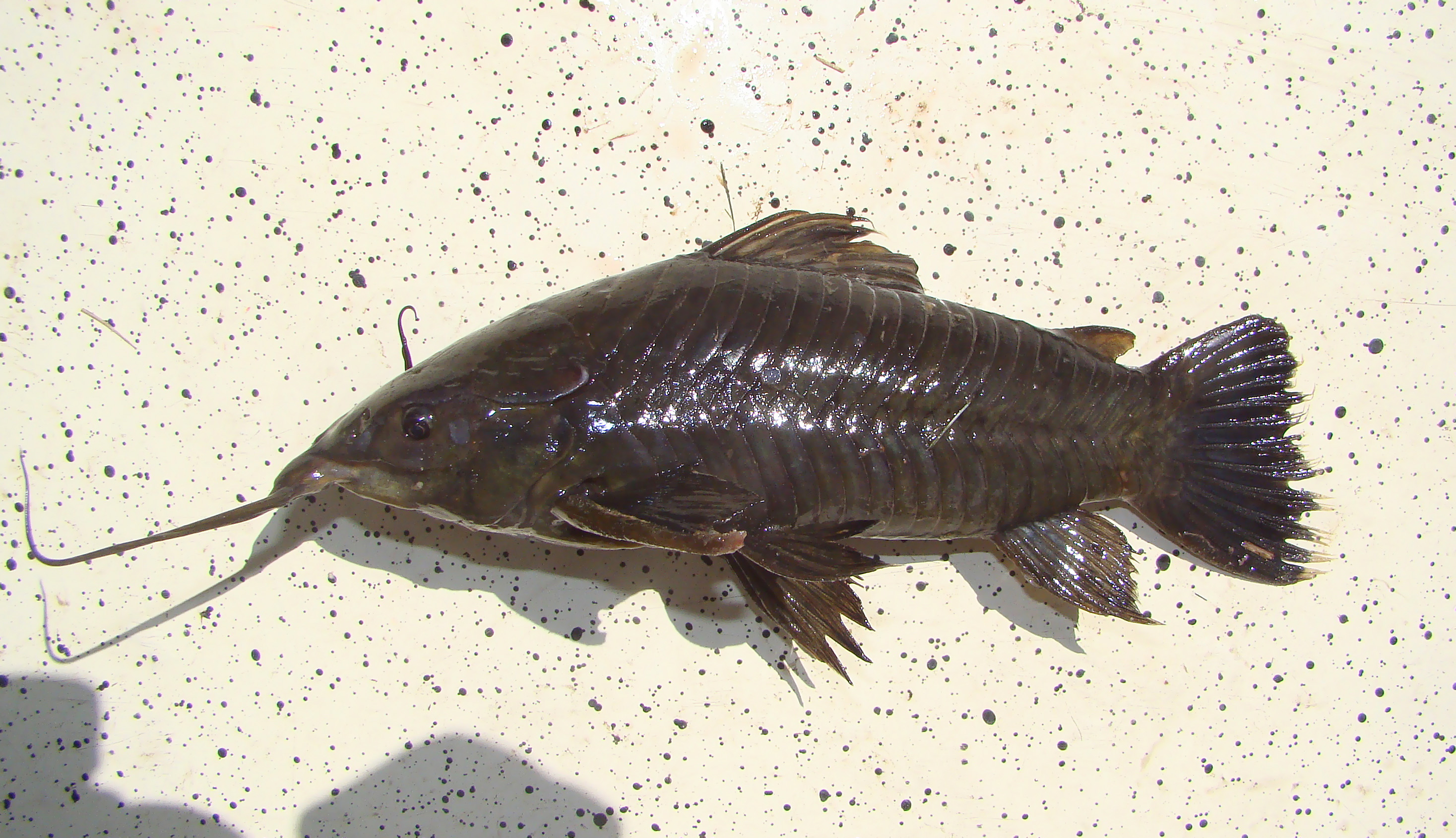
Hoplosternum littorale

Der Körper von Panzer- und Schwielenwelsen ist zwischen Kopf und Schwanzflosse fast vollständig durch zwei am Rücken und an den Körperseiten langlaufende Reihen von glatten, dachziegelartig übereinanderstehenden Knochenplatten gepanzert. Die Seitenlinie ist bis auf einen Rest auf einem bis sechs dieser Knochenplättchen reduziert. Die zweikammerige Schwimmblase ist von einer Knochenkapsel umgeben. Der erste Brust- und Rückenflossenstrahl ist kräftig, stachelartig und arretierbar. Die große Rückenflosse hat außerdem sieben bis acht Weichstrahlen. Die Afterflosse ist kurz. Die Bauchflossen beginnen für gewöhnlich unter dem letzten Drittel der Rückenflosse. Eine Fettflosse ist vorhanden. Vor ihr liegen einige kleine, unpaare Knochenplättchen, von denen das letzte als Stachel ausgebildet ist. Die Augen sind beweglich. Das kleine Maul ist von ein bis zwei Bartelpaaren umgeben. Auf Ober- und Unterlippe können sich zusätzliche, kürzere Auswüchse befinden. Die Kiefer sind bezahnt oder zahnlos, die Prämaxillare ist immer zahnlos.

## Lebensweise
Panzer- und Schwielenwelse bewohnen alle Arten von Süßgewässern, sowohl sauerstoffreiche, schnell fließende Bergbäche, als auch große Flüsse, überflutete Areale, und sauerstoffarme Sümpfe und stehende Gewässer. Sie sind überwiegend dämmerungsaktiv und ernähren sich von größeren Einzellern (Protisten), sehr kleinen Vielzellern (Bärtierchen, Rädertierchen), Würmern und anderen bodenbewohnenden Wirbellosen, vor allem jedoch von Wasserinsekten sowie kleinen Krebstieren. Die Nahrung wird mit den Barteln aufgespürt. Der Kopf kann bei der Nahrungssuche bis zu den Augen in den Bodengrund gedrückt werden. Vor der Laichzeit nehmen einige Arten, abgesehen von Detritus und Pflanzenresten, keinerlei Nahrung zu sich. Während die verwandten Harnisch- und Schmerlenwelse nur in sauerstoffarmen Wohngewässern Luft atmen, nehmen alle Panzer- und Schwielenwelse, unabhängig davon, ob ihr Wohngewässer sauerstoffreich oder sauerstoffarm ist, in regelmäßigen Abständen über das Maul atmosphärische Luft zu sich. Die Fische schwimmen dazu rasch zur Wasseroberfläche, schnappen nach Luft und tauchen ebenso schnell wieder zum Gewässerboden ab. Der Sauerstoff wird anschließend über den Mitteldarm aufgenommen und verbrauchte Luft über den Anus ausgestoßen. Der Mitteldarm wird dazu intensiv mit Blut versorgt und hat eine reduzierte glatte Muskulatur. Das Aufnehmen von Luft ist bei den Panzer- und Schwielenwelsen vor allem für das Hydrostatische Gleichgewicht wichtig und nur unter sauerstoffarmen Bedingungen eine Zusatzatmung. Während der Trockenzeit sammeln sie sich zu riesigen Gruppen in Restwassern und können dann auch größere Salzkonzentrationen vertragen. Die Arten aus den Gattungen Callichthys und Hoplosternum können mit Hilfe ihrer Brustflossenstacheln und schlängelnden Bewegungen austrocknende Gewässer verlassen und neue Wohngewässer aufsuchen. Um Austrocknung zu vermeiden, tun sie dies für gewöhnlich nur in der Nacht. Außerdem schützt sie der Knochenpanzer.
Die Gattungen Aspidoras, Scleromystax, Corydoras und Brochis (Unterfamilie Corydoradinae) sind Substratlaicher, wie die meisten anderen Welse, und befestigen ihren Laich an Steinen, Blättern oder Wasserpflanzen, während Callichthys, Megalechis, Lepthoplosternum, Hoplosternum und Dianema (Unterfamilie Callichthyinae) ein Schwimmnest aus Schaum und Pflanzenmaterial bauen und ihre Eier hineinlegen. Das Schaumnest hat einen Vorteil in sauerstoffarmen Gewässern, da der Sauerstoffgehalt in der Umgebung der Eier hier immer relativ hoch ist. Wahrscheinlich wirkt der Schaum auch antibakteriell.

## Äußere Systematik
Panzer- und Schwielenwelse gehören zur Unterordnung Loricarioidei (Sullivan et al., 2006) bzw. Überfamilie Loricarioidea (Nelson, 2006). Sie sind die Schwestergruppe eines gemeinsamen Taxons von Harnisch-, Kletter- und Stachligen Zwergwelsen.

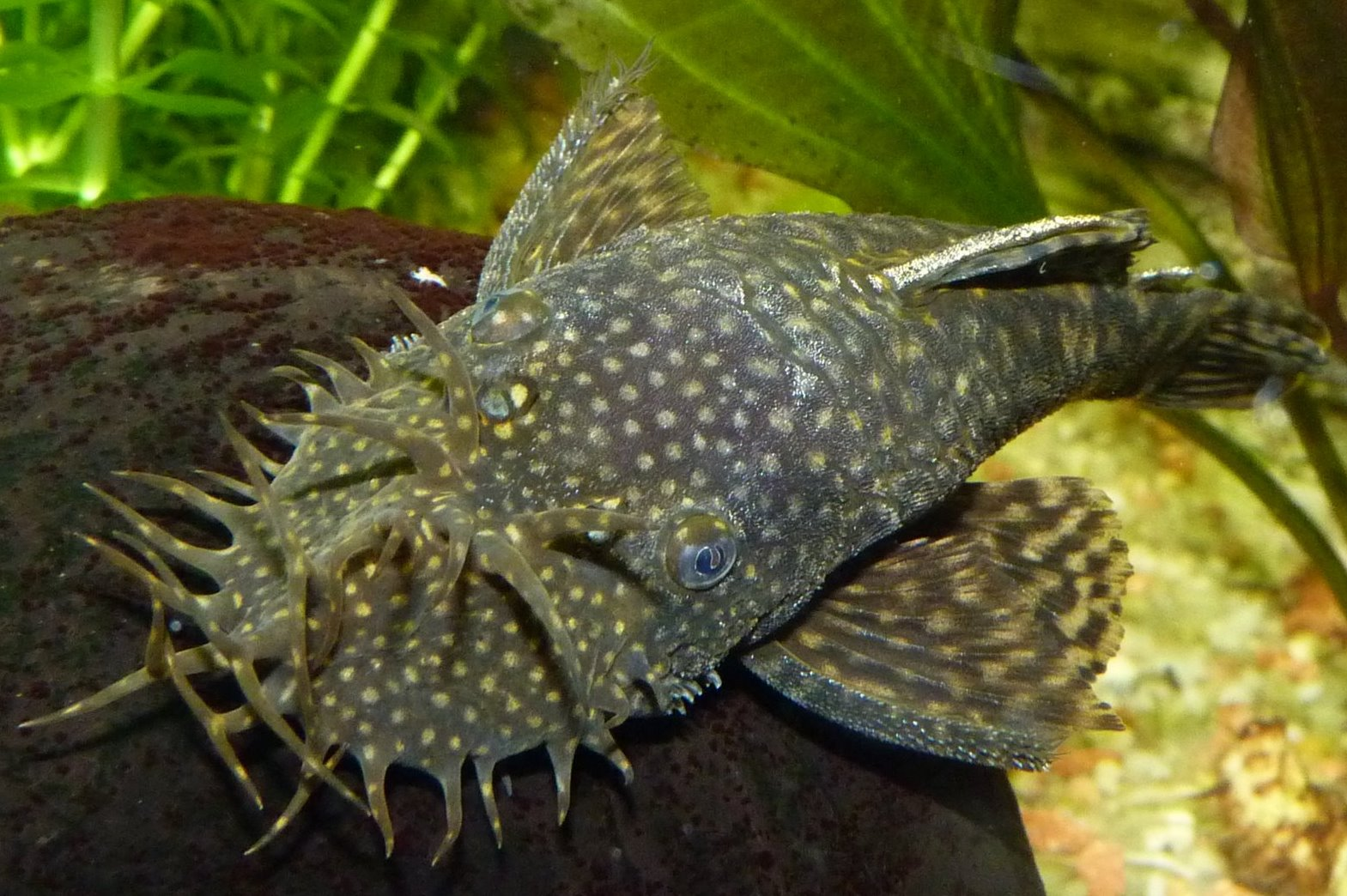
Harnischwelse, wie dieser Ancistrus, sind Verwandte der Panzer- und Schwielenwelse.

|  | Bleistiftwelse (Nematogenyidae)   |
|  |                                   |
|  | Schmerlenwelse (Trichomycteridae) |
|  |                                   |

|  | Stachlige Zwergwelse (Scoloplacidae)                                                          |
|  |                                                                                               |
|  | \| \| Harnischwelse (Loricariidae) \| \| \| \| \| \| Kletterwelse (Astroblepidae) \| \| \| \| |
|  |                                                                                               |
|  | Harnischwelse (Loricariidae)                                                                  |
|  |                                                                                               |
|  | Kletterwelse (Astroblepidae)                                                                  |
|  |                                                                                               |

|  | Harnischwelse (Loricariidae) |
|  |                              |
|  | Kletterwelse (Astroblepidae) |
|  |                              |

|  | Stachlige Zwergwelse (Scoloplacidae)                                                          |
|  |                                                                                               |
|  | \| \| Harnischwelse (Loricariidae) \| \| \| \| \| \| Kletterwelse (Astroblepidae) \| \| \| \| |
|  |                                                                                               |
|  | Harnischwelse (Loricariidae)                                                                  |
|  |                                                                                               |
|  | Kletterwelse (Astroblepidae)                                                                  |
|  |                                                                                               |

|  | Harnischwelse (Loricariidae) |
|  |                              |
|  | Kletterwelse (Astroblepidae) |
|  |                              |

|  | Bleistiftwelse (Nematogenyidae)   |
|  |                                   |
|  | Schmerlenwelse (Trichomycteridae) |
|  |                                   |

|  | Stachlige Zwergwelse (Scoloplacidae)                                                          |
|  |                                                                                               |
|  | \| \| Harnischwelse (Loricariidae) \| \| \| \| \| \| Kletterwelse (Astroblepidae) \| \| \| \| |
|  |                                                                                               |
|  | Harnischwelse (Loricariidae)                                                                  |
|  |                                                                                               |
|  | Kletterwelse (Astroblepidae)                                                                  |
|  |                                                                                               |

|  | Harnischwelse (Loricariidae) |
|  |                              |
|  | Kletterwelse (Astroblepidae) |
|  |                              |

|  | Stachlige Zwergwelse (Scoloplacidae)                                                          |
|  |                                                                                               |
|  | \| \| Harnischwelse (Loricariidae) \| \| \| \| \| \| Kletterwelse (Astroblepidae) \| \| \| \| |
|  |                                                                                               |
|  | Harnischwelse (Loricariidae)                                                                  |
|  |                                                                                               |
|  | Kletterwelse (Astroblepidae)                                                                  |
|  |                                                                                               |

|  | Harnischwelse (Loricariidae) |
|  |                              |
|  | Kletterwelse (Astroblepidae) |
|  |                              |

## Innere Systematik

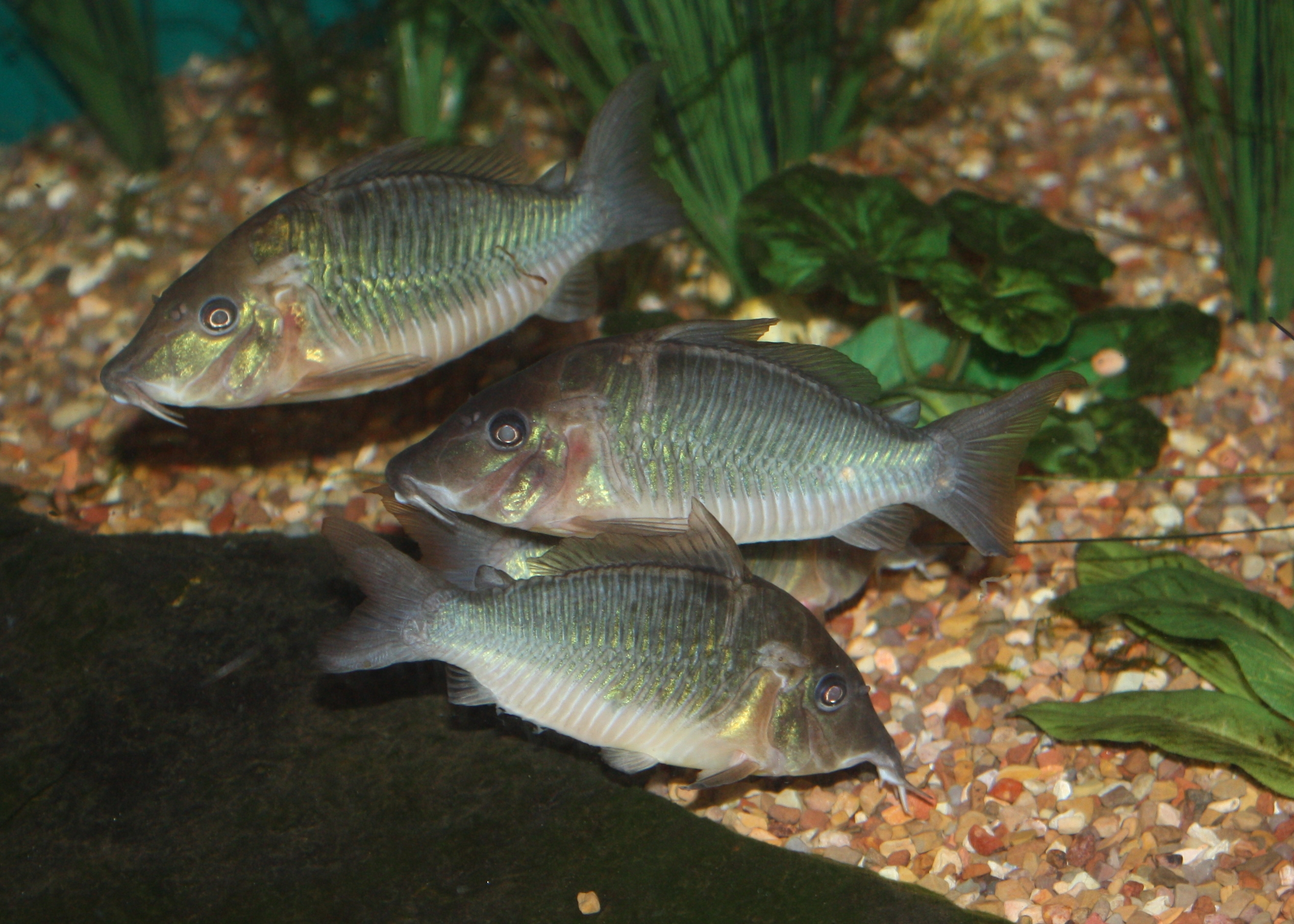
Corydoras multiradiatus

Zu der Familie zählen etwa 200 Arten in neun Gattungen und zwei Unterfamilien. Mehr als 150 Arten zählen zur Sammelgattung Corydoras, der artenreichsten Gattung der Welsartigen (Siluriformes).

### Unterfamilie Panzerwelse
Die Arten aus der Unterfamilie der Panzerwelse (Corydoradinae) (Hoedeman 1952) werden drei bis zwölf Zentimeter lang. Sie sind hochrückig und seitlich abgeflacht. Ihre Schnauze ist rund oder seitlich abgeflacht und mehr oder weniger lang, einige mit eingebuchteter Sattelschnauze. Die Barteln sind kurz. Panzerwelse sind Schwarmfische und Substratlaicher.
Gattungen:
- Aspidoras
- Brochis
- Corydoras
- Gastrodermus
- Hoplisoma
- Osteogaster
- Scleromystax
- Urkumayu[5]

### Unterfamilie Schwielenwelse

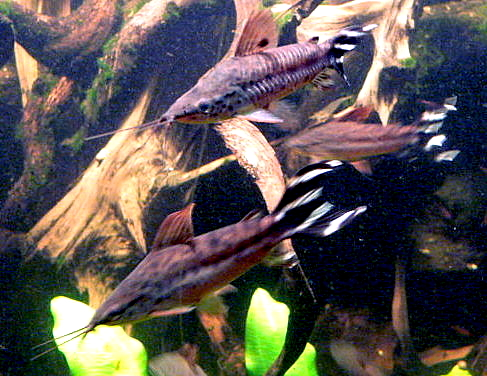
Schwanzstreifen-Torpedowelse (Dianema urostriata)

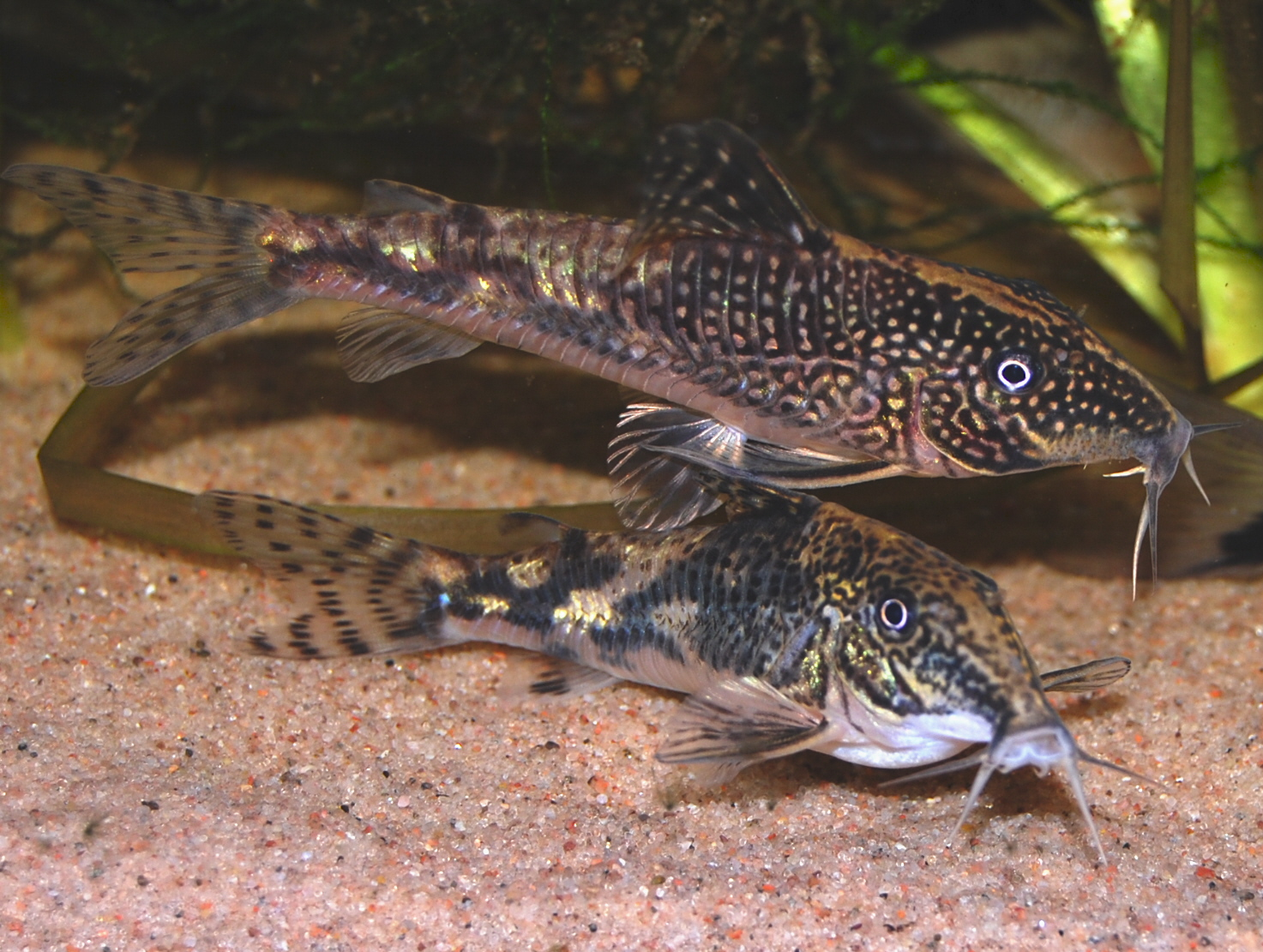
Schabrackenpanzerwelse (Scleromystax barbatus)

Die Arten aus der Unterfamilie der Schwielenwelse (Callichthyinae) (Bonaparte, 1838) sind langgestreckt, spindel- oder walzenförmig. Die Schnauze ist abgeflacht, das Maul klein und unterständig. Die Oberkieferbarteln sind lang. Sie bauen ein Schaumnest und stellen weniger als 10 % der Callichthyidae-Arten. Einige Schwielenwels-Arten können Laute erzeugen.
Gattungen:
- Callichthys
- Dianema
- Hoplosternum
- Lepthoplosternum
- Megalechis

## Stammesgeschichte
Der älteste fossile Nachweis eines Callichthyiden ist Corydoras revelatus aus dem späten Paläozän (58,5–58,2 mya) von Argentinien (Mais-Gordo-Formation).

## Nutzung
Viele Panzerwelse, vor allem aus der artenreichen Gattung Corydoras, sind beliebte Aquarienfische, werden gefangen und weltweit exportiert, viele können auch nachgezüchtet werden. Größere Schwielenwelsarten dienen der menschlichen Ernährung und werden befischt und meist im Panzer gekocht.

## Weiterführende Literatur
- Erika Matschke, Karl H. Matschke: Panzerwelse und Schwielenwelse. Urania-Verlag, Freiburg 1991, ISBN 978-3-332-00470-0
- Hans-Georg Evers: Panzerwelse. Aspidoras, Brochis, Corydoras. Ulmer Verlag, Stuttgart 1994, ISBN 978-3-8001-7286-3
- Jürgen Schmidt: Corydoras-Panzerwelse. Bede Verlag, Ruhmannsfelden 1997, ISBN 978-3-931792-26-8
- Frank Schäfer: Panzerwelse. Aqualog Animalbook, Rodgau 2003, ISBN 978-3-936027-24-2
- Frank Schäfer, Hans-Georg Evers: Corydoras. Alle C-Nummern. Aqualog Animalbook, Rodgau 2004, ISBN 978-3-936027-41-9